# اطفیح
اطفیح نام شهر و شهرستانی در استان جیزه مصر است.